# John Romig
John Romig (John Luther Romig; * 6. Oktober 1898 in Beaver Springs, Pennsylvania; † 16. März 1984 in Kennett Square) war ein US-amerikanischer Langstreckenläufer.
Bei den Olympischen Spielen wurde er 1924 in Paris Vierter über 5000 m. 1928 in Amsterdam erreichte er über 10.000 m nicht das Ziel.
1922 wurde er US-Hallenmeister über zwei Meilen. Über dieselbe Distanz wurde er für die Pennsylvania State University startend 1921 NCAA-Meister.

## Persönliche Bestzeiten
- 5000 m: 15:12,3 min, 10. Juli 1924, Colombes
- 10.000 m: 31:48 min, 7. Juli 1928, Cambridge